# Скелясті гори Альберти
Скелясті гори Альберти (англ. Alberta's Rockies) включають канадські Скелясті гори в Альберті, Канада. У південно-західній частині провінції уздовж межі з Британською Колумбією, область охоплює всю територію, крім півдня переписного округу 15.
Основною галуззю в цій області є туризм.

## Географія

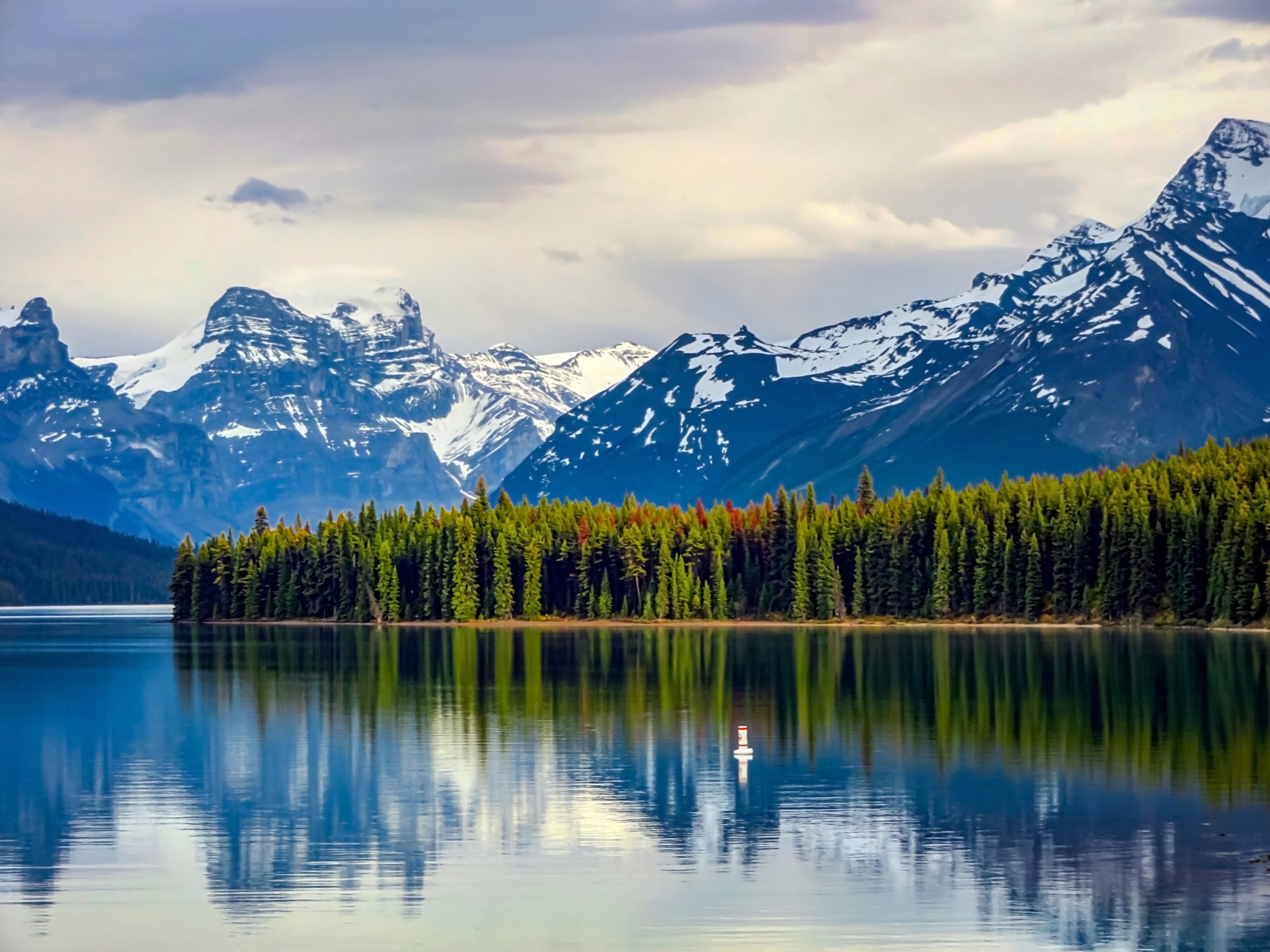
Озеро Малін у національному парку Джаспер

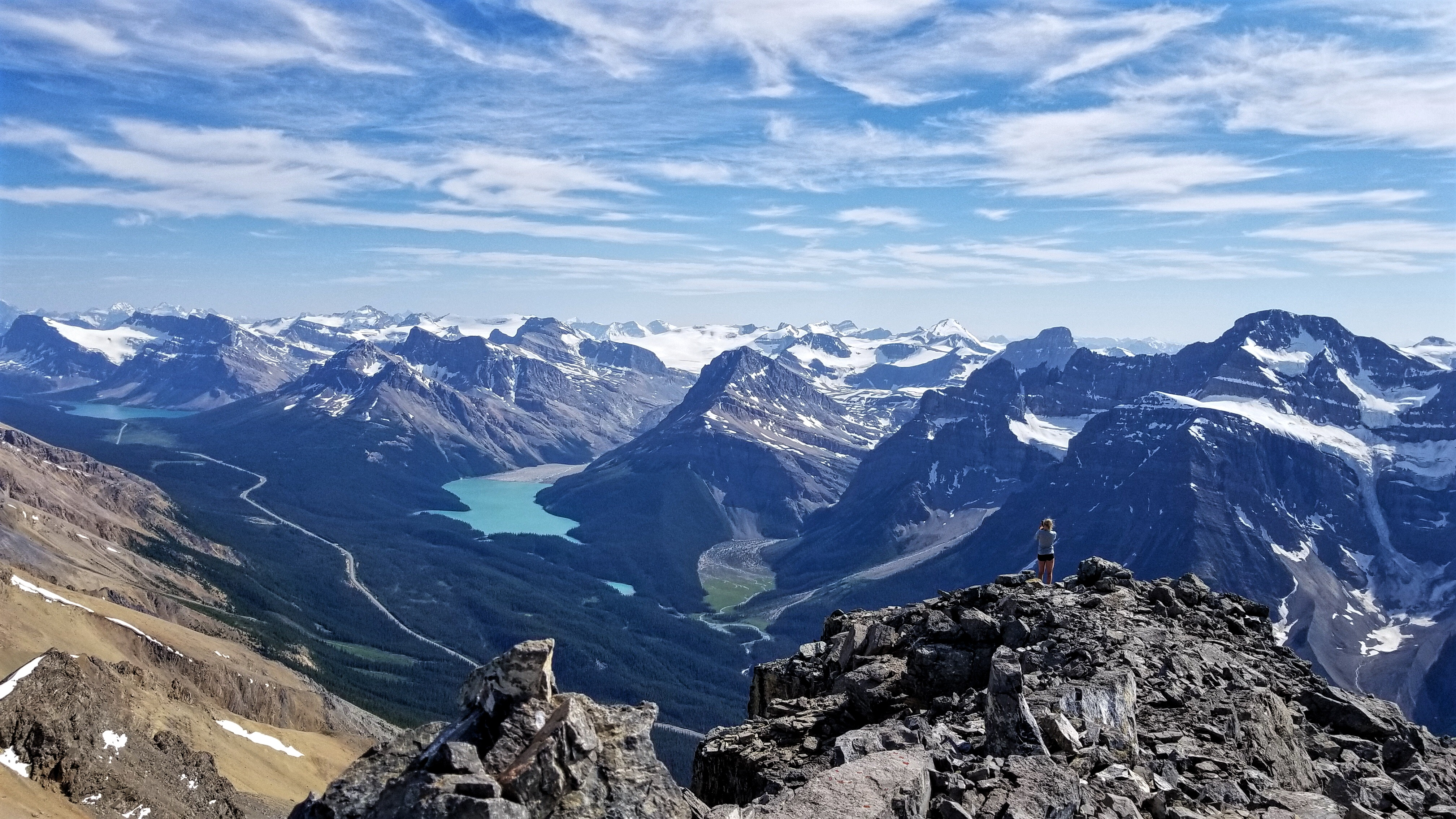
Вид на Айсфілдс-Парквей з національного парку Банф

Ця область майже ідентична до екорегіону гірських лісів Альберти. Область містить центральні передні хребти та Континентальні хребти канадських Скелястих гір, вона також включає національний парк Банф і національний парк Джапер, а також систему парків Кананаскіс-Кантрі і Віллмор.
Основні транспортні коридори проходять через Перевал Каканґ-Горс та перевал Єлловгед зі сходу на захід, поки за долиною Боу і Атабаски слідують поздовжні Айсфілдс-Парквей. Іншим важливим водним шляхом, що перетинає цей регіон, є річка Північний Саскачеван.

### Туризм
Одні з найкращих гірськолижних курортів Скелястих гір знаходяться в цій області, і є важливими туристичними напрямками. Вони включають Фортеця (гірський курорт), Лейк-Луїз, басейн Мармот, гору Норквей, Накіску і Сонячне селище. Серед інших туристичних визначних пам'яток — льодовикові поля колумбські, Вапти і Вапутіка, наприклад Атабаска, Боу, Кровфут, Гектор, Пейто, Саскачеван і Вулчур.
Льодовикові озера розташовані вздовж Айсфілдс-Парквей і в навколишніх долинах. Деякі з найбільш вражаючих — Боу, Гектор, Луїз, Малін, Морейн, Пейто, Піраміда й озера Верміліон (озера).

## Інфраструктура
Банфф і Джаспер є основними громадами в області. Протяжність визначається Айсфілдс-Парквей, і його перетинає трансканадське шосе і шосе Єлловгед у Британську Колумбію. Шосе 11 веде від Скелястих гір до центральної Альберти з переходу через річку Саскачеван, і шосе 93 веде із Замкового перехрестя (на півдні від Луїз (озеро)) через національного парку Кутені до долини річки Колумбія. Шосе 40 (Альберта) визначає більшу частину східної межі області.
За охорону здоров'я відповідали Alberta Health Services з моменту об'єднання областей охорони здоров'я провінції у 2008 році. До цього, Calgary Health Region був регіоном здоров'я забезпечуючи добробут на півдні цієї області, а північ була під наглядом Aspen Regional Health Authority.
Центри охорони здоров'я, створені в цьому районі, — це:
- Центр охорони здоров'я Сетон-Джаспер — Джаспер
- Центр охорони здоров'я Гінтона — Гінтон
- Загальна лікарня Кенмора — Кенмор
- Лікарня Банфф-Мінерал-Спрінгз — Банфф

## Політика
На провінційному рівні, південна Альберта представлена Законодавчими зборами Альберти членами законодавчих зборів, обрані в округу Банфф-Кокран і частково у Домі Скелястих гір і Західному Єлловгеді.

## Громади
Наступні громади знаходяться у Скелястих горах Альберти.
- Міста[en] Банфф та Кенмор
- Муніципалітет Джаспер (спеціальзований муніципалітет[en])
- Літні села Гост-Лейк та Вайпрес
- Присілки[en] Озеро Луїз (Альберта)[en], Гарві-Гайтс[en], Ексшо[en], Квартири мерця[en] та Лак-дез-Аркс[en]
- Перехід через річку Саскачеван[en] (невключена громада)
- Кананаскіс (село)[en] (курортне містечко)

Міста Гранд-Каш і Гінтон, на східному краю Скелястих гір, інколи вважаються частиною цієї області.